# Олон (Крёз)
Оло́н (фр. Aulon) — коммуна во Франции, находится в регионе Лимузен. Департамент коммуны — Крёз. Входит в состав кантона Беневан-л’Аббеи. Округ коммуны — Гере.
Код INSEE коммуны — 23011.

## Население
Население коммуны на 2010 год составляло 165 человек.
| 1962 | 1968 | 1975 | 1982 | 1990 | 1999 | 2010 |
| ---- | ---- | ---- | ---- | ---- | ---- | ---- |
| 284  | 256  | 218  | 209  | 191  | 176  | 165  |

## Экономика
В 2010 году среди 95 человек трудоспособного возраста (15—64 лет) 62 были экономически активными, 33 — неактивными (показатель активности — 65,3 %, в 1999 году было 64,6 %). Из 62 активных жителей работали 61 человек (35 мужчин и 26 женщин), безработным был 1 мужчина. Среди 33 неактивных 11 человек были учениками или студентами, 18 — пенсионерами, 4 были неактивными по другим причинам.